# Michiel van Mierevelt

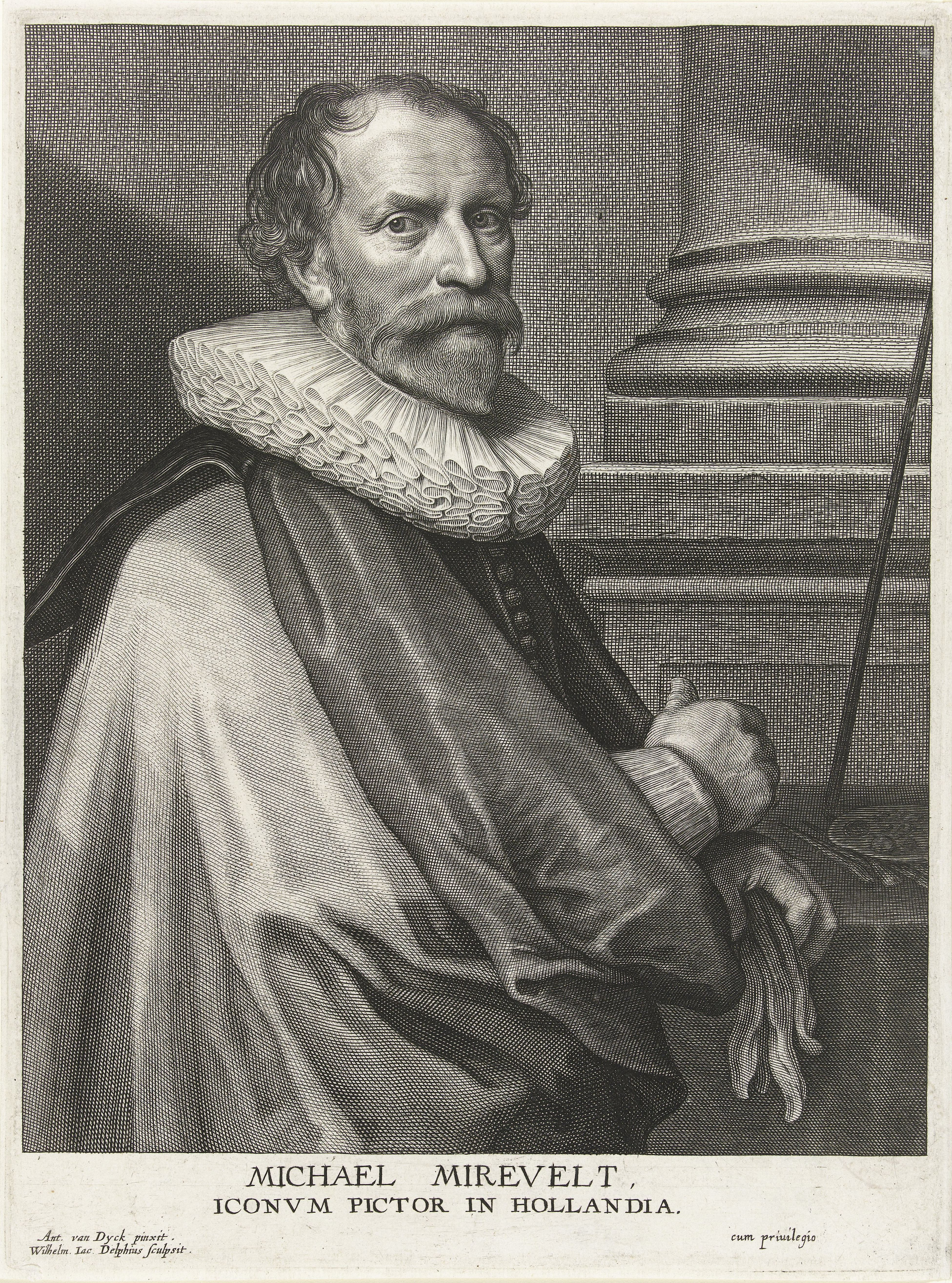
Michiel Jansz. van Mierevelt (Willem Jacobszoon Delff)

Michiel van Mierevelt, auch Michiel Jansz van Mierevelt, Miereveld oder Miereveldt (* 1. Mai 1567 in Delft; † 27. Juni 1641 ebenda) war ein holländischer Porträtmaler.

## Leben
Mierevelt, Sohn eines Goldschmieds und Stechers, studierte unter Anthonie van Montfoort (genannt Blocklandt) in Utrecht (1579–83), setzte sich schnell als erfolgreicher Porträtmaler durch und führte ein großes Studio. Er wurde Hofmaler des Prinzen Moritz von Oranien, dessen wichtigster Porträtist er wurde. Trotz seiner Verbindung zu den Täufern stand van Mierevelt auch im Dienst des Erzherzogs Albrecht VII. von Österreich. Er malte historische und mythologische Szenen in einem eleganten manieristischen Stil. Unter seinen Schülern befand sich auch Anthonie Palamedesz.

## Familie
Michiel van Mierevelt war seit 1589 mit Christina van der Pas (1558–1628) verheiratet. Das Paar hatte drei Kinder:
- Geertruid (1594–1639) ⚭ 1618 Willem Jacobszoon Delff (1580–1638)
- Maria (1595–1636), ⚭ 1629 Johann van Heemskerck van Beest (1602–1648)
- Pieter (1596–1623), Maler

## Werke (Auswahl)
- Porträt Prinz Moritz von Oranien, um 1620/25, Öl auf Leinwand, 180 × 150 cm, Schloss Grosbois, Boissy-Saint-Léger (Département Val-de-Marne).

## Galerie

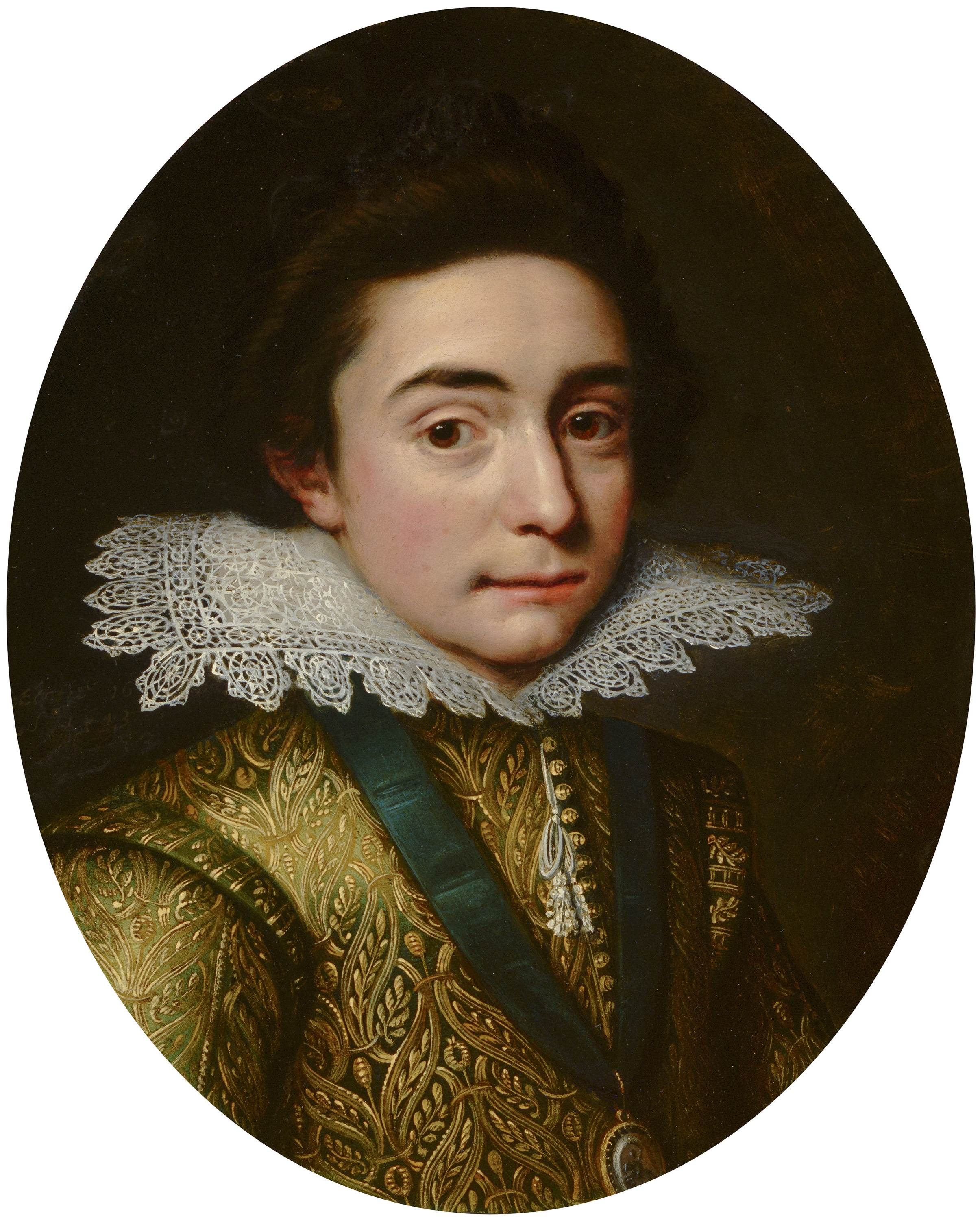
Porträt des Kurfürsten Friedrich V. von der Pfalz, 1613
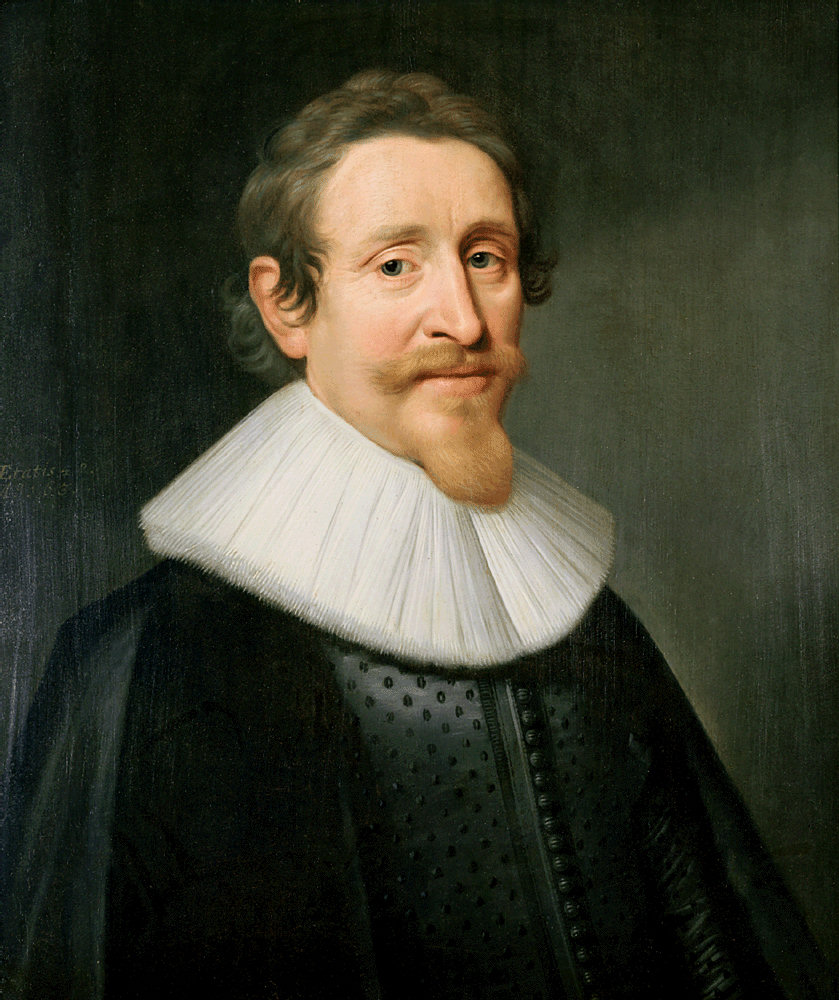
Porträt von Hugo Grotius, 1631
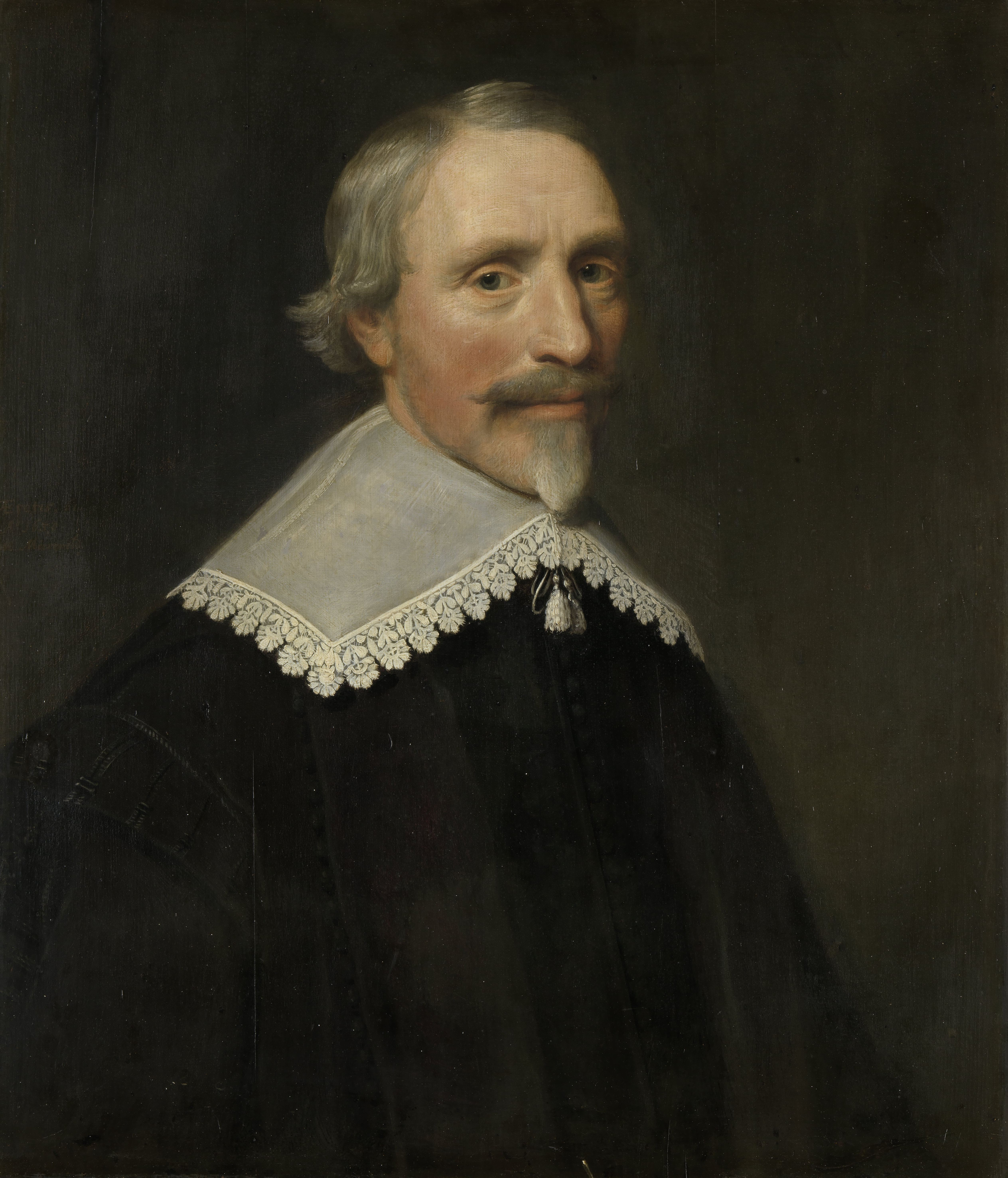
Porträt von Jacob Cats, 1614
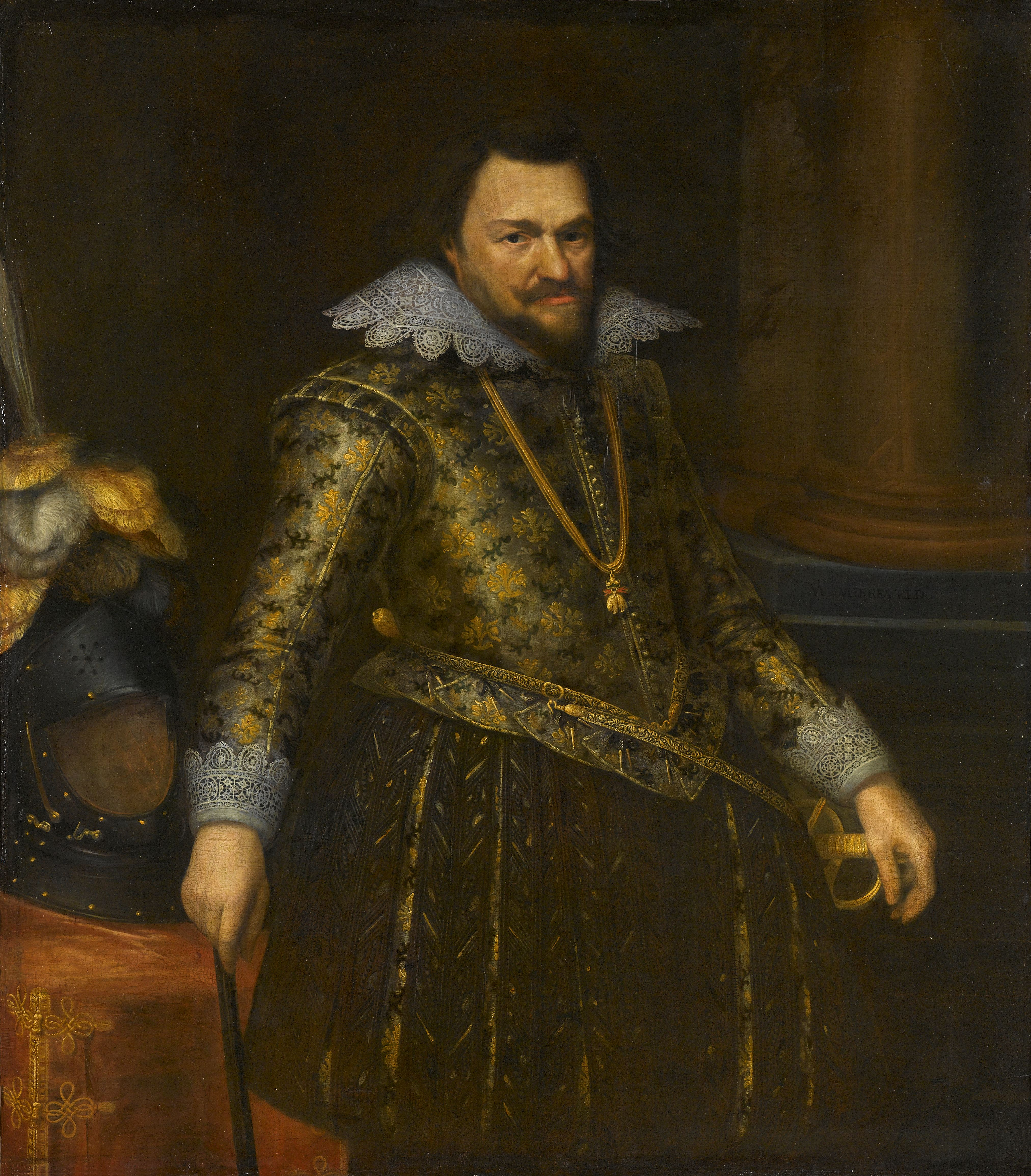
Porträt von Philipp Wilhelm von Oranien
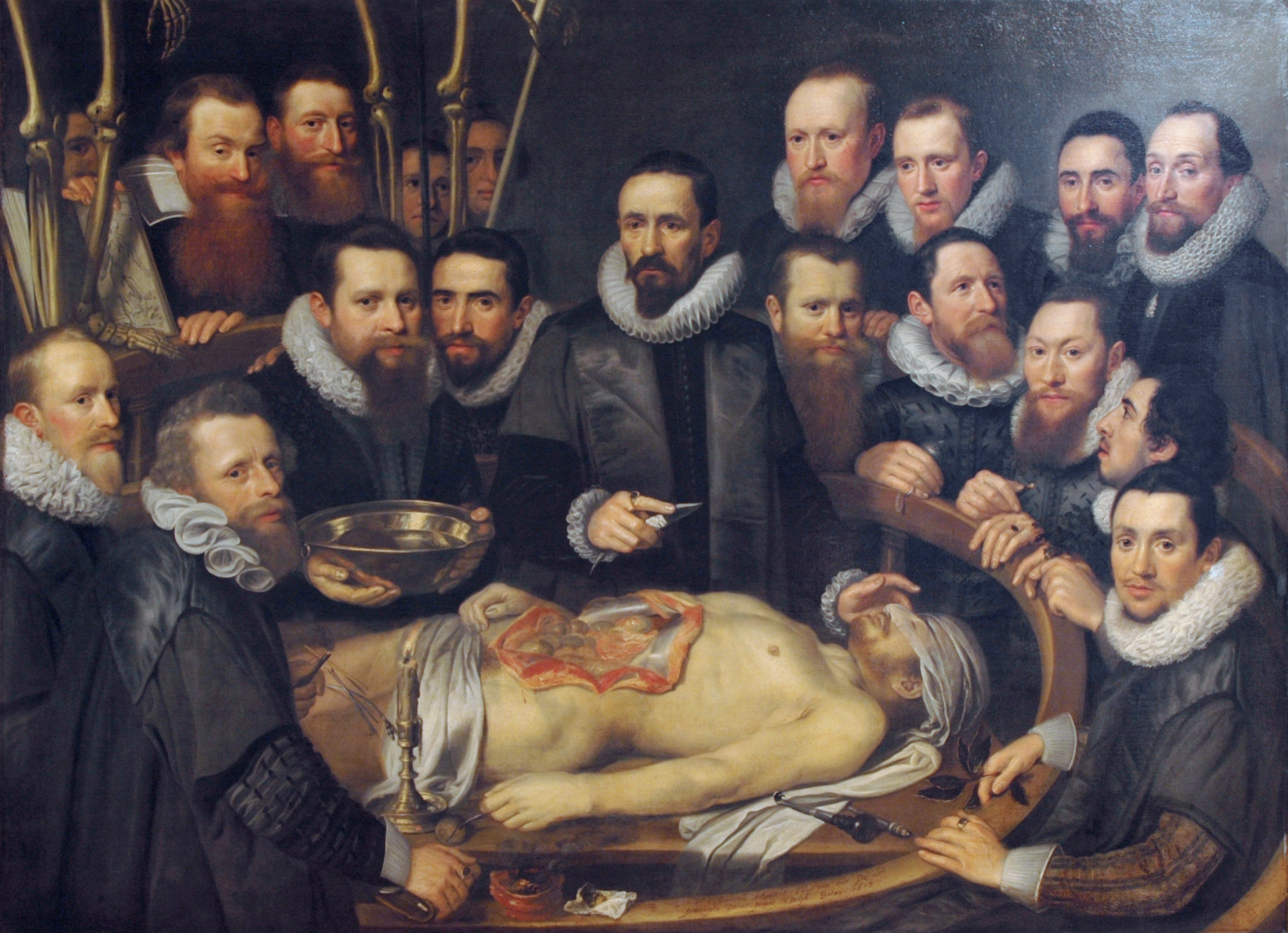
Porträt einer Anatomie-Lehrstunde
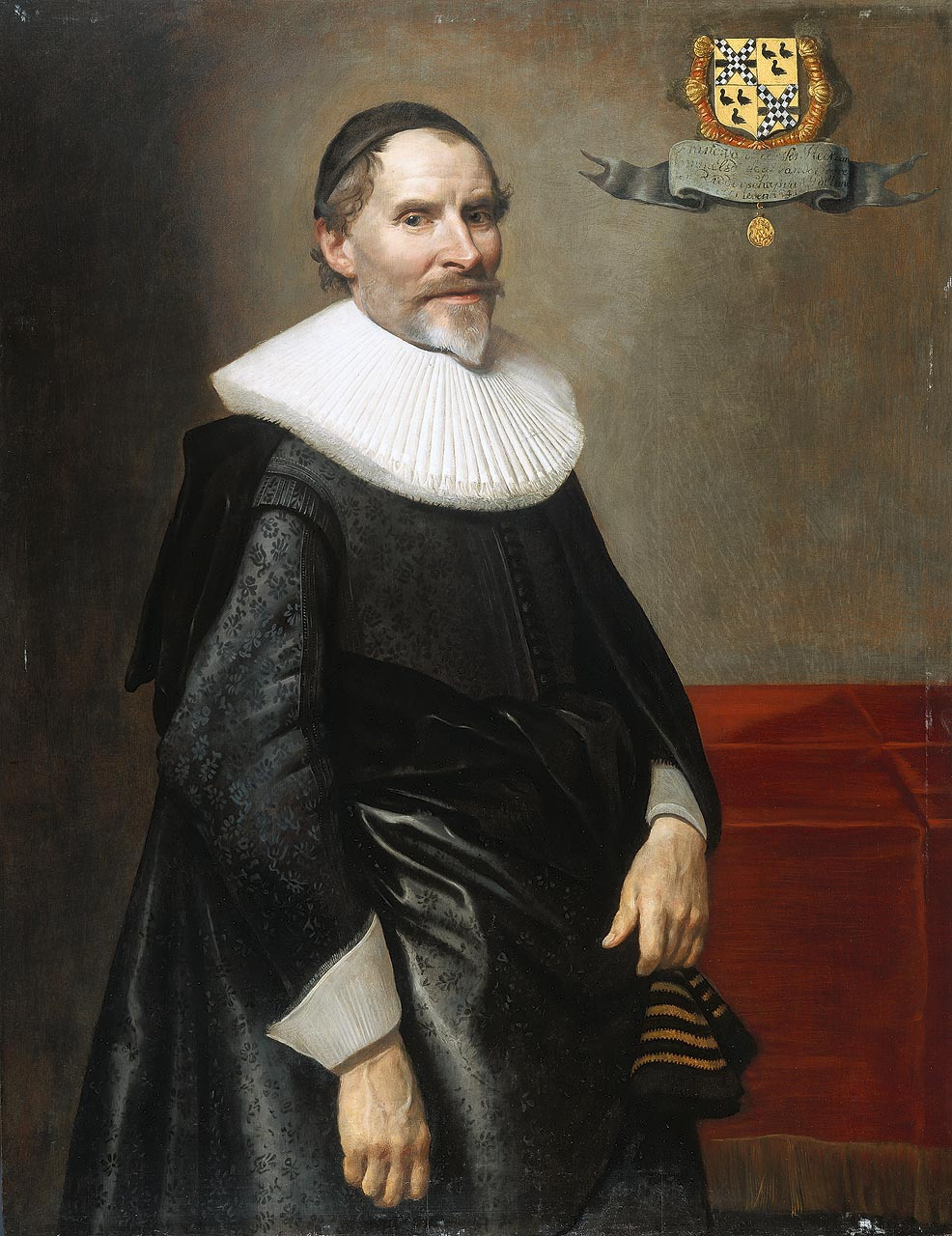
Porträt von François van Aerssen